# 特爾納瓦猶太會堂

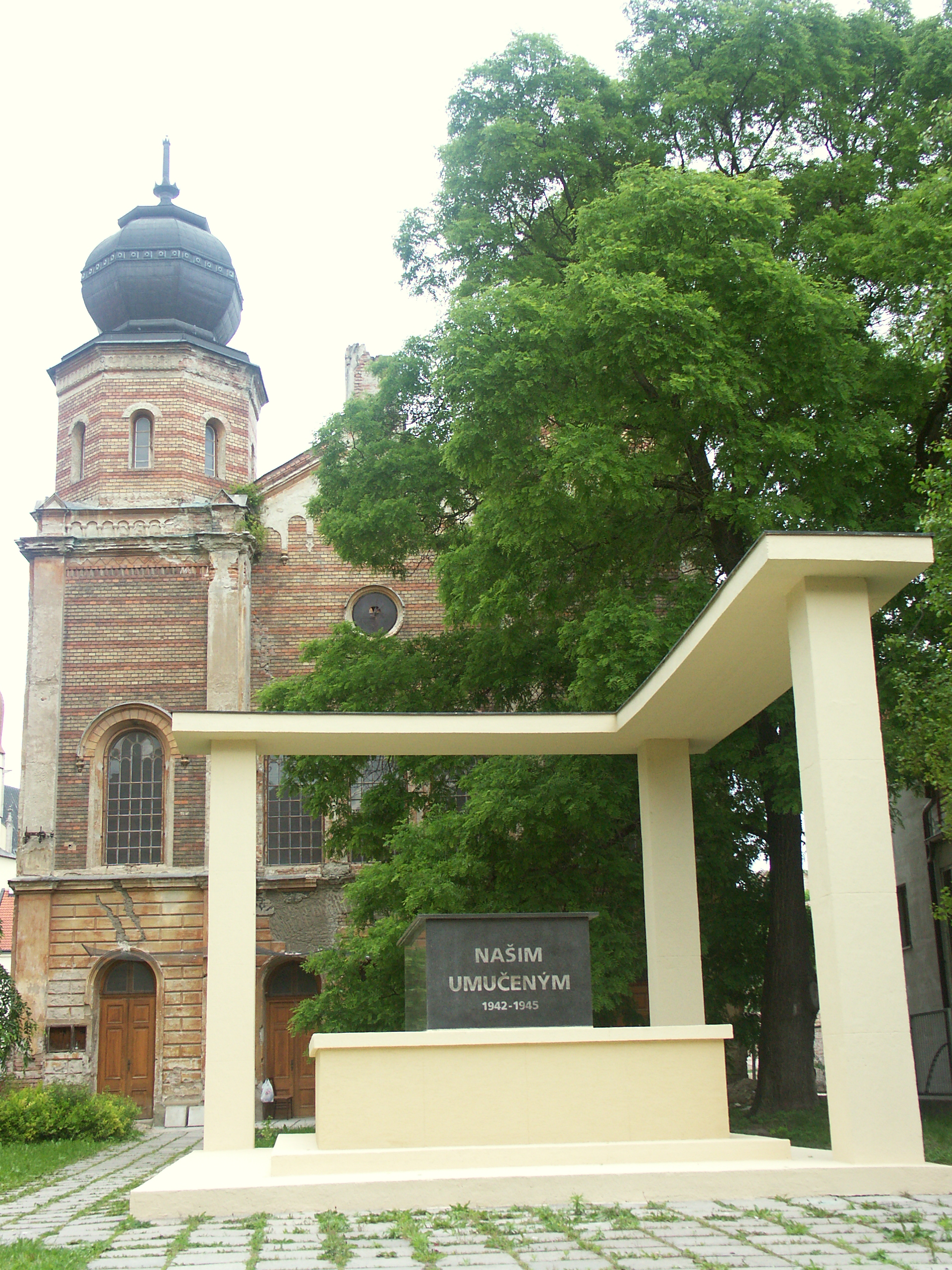
特爾納瓦猶太會堂

特爾納瓦猶太會堂是斯洛伐克城市特爾納瓦的一座猶太會堂。這座猶太會堂的外觀屬於摩爾拜占庭風格。第二次世紀大戰期間，特爾納瓦猶太會堂遭到破壞。現在特爾納瓦猶太會堂是一座藝術中心。猶太會堂內有一座紀念大屠殺犧牲者的紀念板。